# Golden Nights
Golden Nights è un singolo della cantante britannica Sophie and the Giants, pubblicato il 12 novembre 2021.

## Descrizione
Il brano ha visto la collaborazione dei DJ producer italiani Benny Benassi, Dardust e Astrality.

## Tracce
Testi e musiche di Mike Kintish, Sophie Scott, Dardust, Marco Benassi, Giancarlo Constantin e Daniele Cataneo.
Download digitale
1. Golden Nights (feat. Benny Benassi, Dardust e Astrality) – 2:58
2. Golden Nights (feat. Benny Benassi, Dardust e Astrality) (Astrality Mix) – 3:15

Download digitale – remix
1. Golden Nights (feat. Benny Benassi, Dardust e Astrality) (Constantin Remix) – 2:36

## Classifiche
| Classifica (2022) | Posizione massima |
| ----------------- | ----------------- |
| Italia            | 100               |